# Гурван Сайхан (аэропорт)
Международный аэропорт Гурван Сайхан (монг. Гурван Сайхан нисэх онгоцны буудал) — международный аэропорт, расположенный в 6 км на северо-запад от центра города Даланзадгад, столицы аймака Умнеговь в Монголии.
Расположен на высоте 1459 метров над уровнем моря.
Здание аэропорта имеет три этажа.

## История
Аэропорт был построен после распада Монгольской Народной Республики. В 2007 году полностью перестроен и оснащен новейшими технологиями. Никогда не выполнял рейсов за пределы Монголии. Имеет только один терминал.  С 2007 года новая монгольская авиакомпания Таван Толгой хувьцаат компани начала выполнять рейсы на крупнейшее месторождение Таван-Толгой в пустыне Гоби.

## Рейсы
Хотя аэропорт классифицируется как международный, он не имеет регулярных рейсов за пределы Монголии.
Аэропорт используется для регулярных рейсов в Улан-Батор на самолетах Ан-24, через этот аэропорт направляется часть туристических маршрутов в национальный парк Гоби-Гурван-Сайхан, начинающийся на расстоянии всего в 30 км от Даланзадгада. По пассажиропотоку аэропорт занимает второе место в Монголии (после Международного аэропорта Чингисхан).

### Авиакомпании и назначения
Перевозки осуществляются следующими авиакомпаниями:

## Галерея изображений

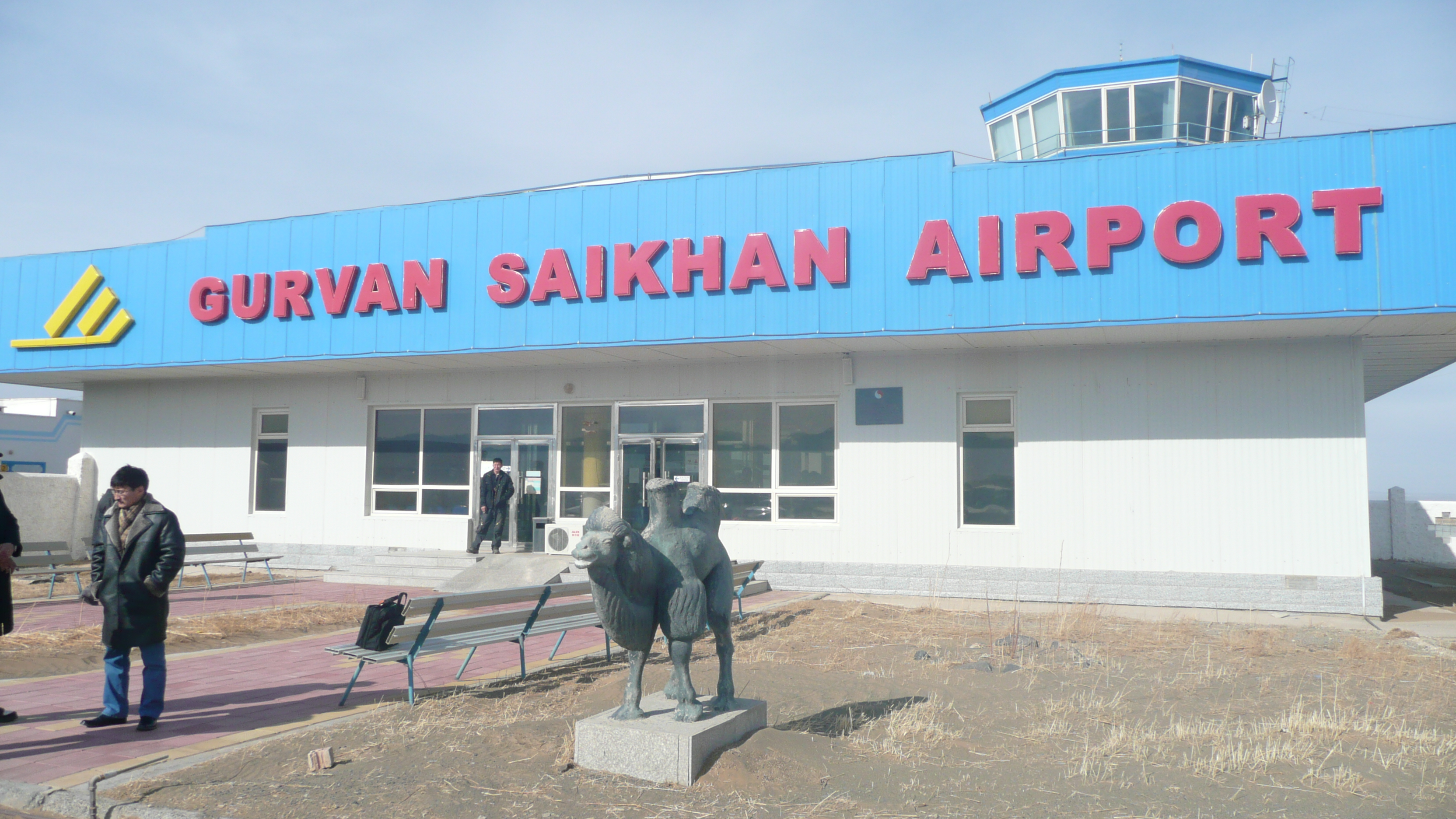
Аэропорт Даланзадгад
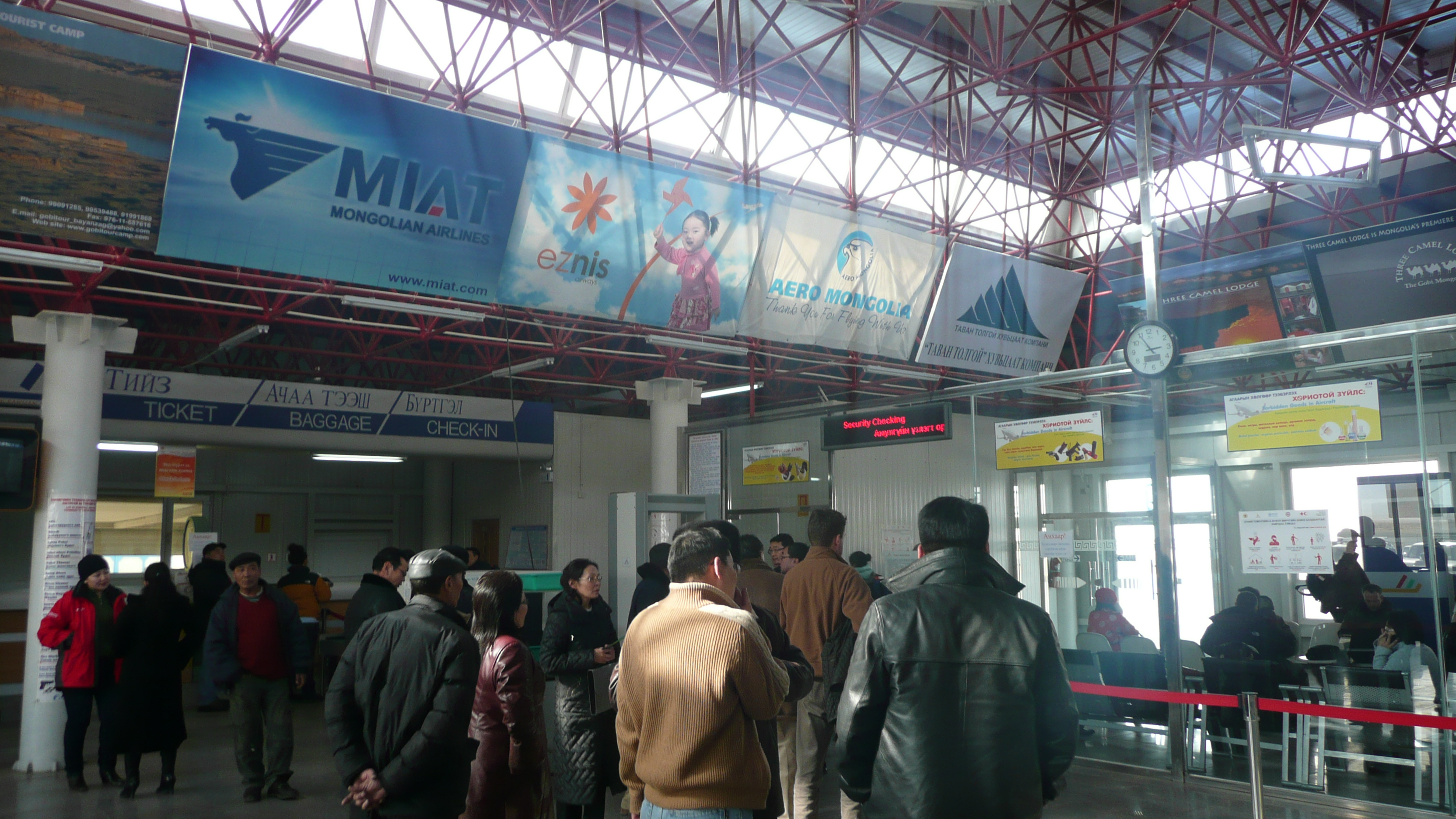
Терминал аэропорта
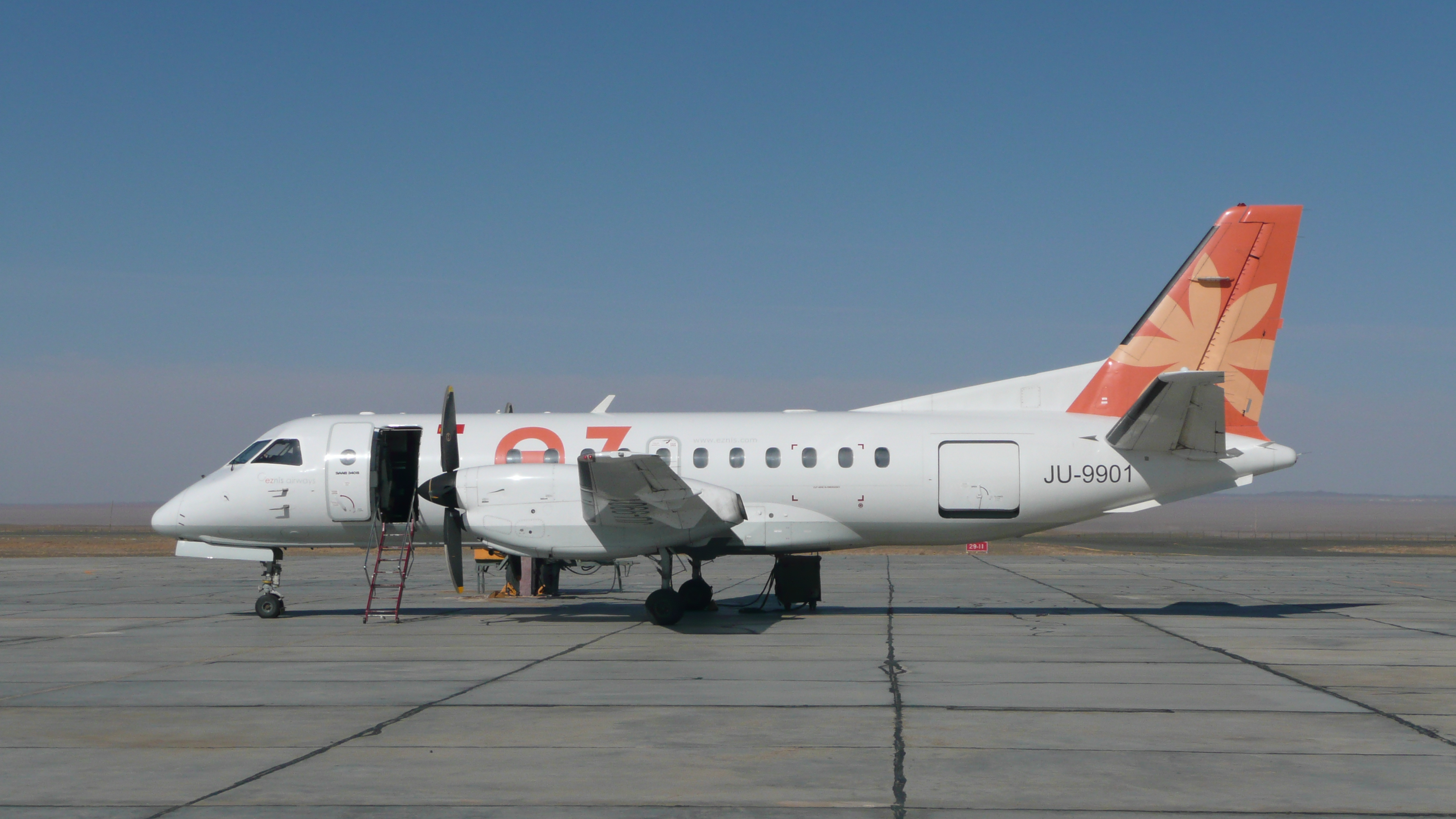
Самолет авиакомпании Изнес Аэрвейз в аэропорту